# 乌延吾里补
乌延吾里补，乌延（兀颜）氏，金朝女真族将领，曷懶路禅岭人，达吉补的儿子。
乌延吾里补家族后来迁居大名路，金太宗天会年间，隶属于元帅右监军麾下。后领父谋克，随军攻打宋朝沧州，攻下青州，以十二谋克兵援青州戍将，在恩州、临清战胜，领亲管谋克跟随总管宗室移剌屋攻打驻扎单父县的宋军，力战有功。以先锋随军经略密州，在高密获胜，参与攻打楚州、扬州、通州、泰州。金熙宗天眷二年（1139年）承袭其父世袭猛安，授宁远大将军。皇统七年（1147年）增以亲管谋克。完颜亮天德三年（1151年）任同知归德府尹。正隆初年，为唐古部族节度使，金世宗大定二年（1162年）担任保大军节度使，改镇通远。宋军十万攻入河、陇，他据守险要，调至元帅左都监合喜帐下，以备任使，进阶龙虎卫上将军，在军中去世。